# Мааган-Міхаельський корабель
Мааган-Міхае́льський корабель (івр. הספינה העתיקה ממעגן מיכאל га-сфіна́ га-атіка́ мі-Мааґа́н-Міхае́ль) — добре збережений човен V століття до нашої ери, знайдений у 1985 році в Середземному морі, неподалік від берега поруч з кібуцом Мааган-Міхаель в Ізраїлі. Після проведення розкопок, врятована деревина корабля була занурена в консерваційні резервуари в Хайфському університеті, пройшовши семирічний процес просочення нагрітим поліетиленгліколем (PEG). У березні 1999 року човен було зібрано та передано до демонстрації у спеціальному крилі, прибудованому до музея Хехта на території Хайфського університету. Човен дав дослідникам можливість краще зрозуміти стародавні методи суднобудування та історію еволюції якорів.

## Відкриття та розкопки

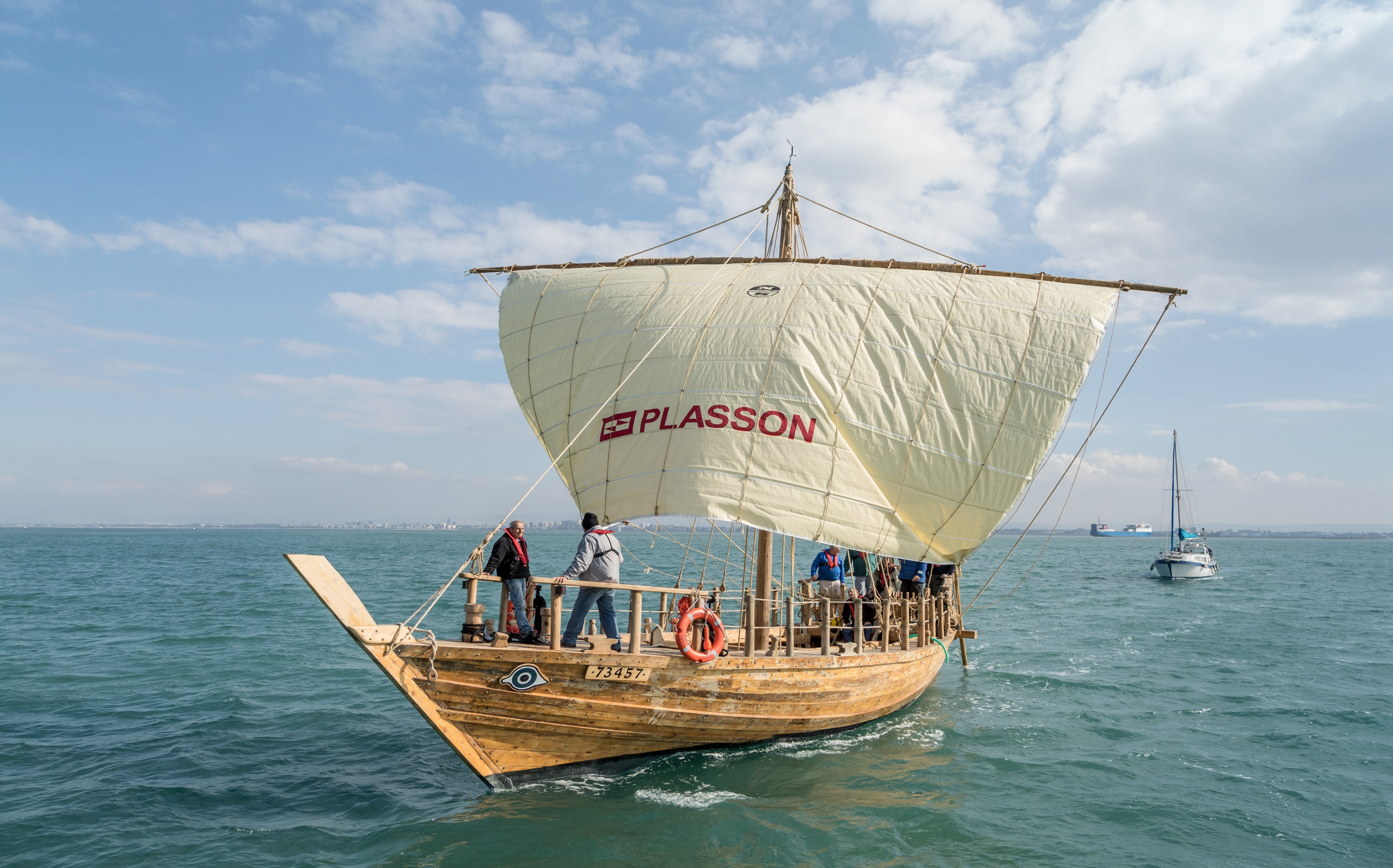
Повнорозмірна копія Мааган-Міхаельського корабля, побудована командою з Хайфського університету на чолі з проф. Яковом Кахановим і спущена на воду в грудні 2016 року

Восени 1985 року Амі Ешель, член кібуца Мааган-Міхаель, виявив уламки під час пірнання біля узбережжя кібуцу, в 35 км на південь від Хайфи. За 75 метрів від узбережжя Ешель помітив каміння, нехарактерне для левантійського узбережжя, яке лежало на морському дні поруч із шматками дерева та уламками кераміки, і повідомив про це Управління старожитностей Ізраїлю та Центр морських досліджень Хайфського університету. Попереднє дослідження уламків виявило кераміку, яка дозволила датувати корабель V століттям до нашої ери, а також велику кількість затопленої деревини у відмінному стані збереження, що спонукало до подальших досліджень. У 1987 році команда Хайфського університету під керівництвом Еліші Ліндера отримала дозвіл на розкопки цього місця. Вони заручилися допомогою Джея Рослоффа, фахівця з корпусу з Інституту морської археології Техаського університету A&M.

Оскільки човен знаходився під водою на глибині 2 метрів, рятувальникам доводилося мати справу з важкими умовами роботи, викликаними роботою хвиль та прибою. В траншеї, викопані навколо залишків корабля постійно наносився пісок і видимісь у воді була поганою. Підковоподібна траншея, викопана навколо залишків корабля, мало сприяла виправленню цих проблем, і умови рідко були достатньо безпечними як для команди, так і для дерев'яних залишків. За три сезони робіт, які загалом тривали 160 днів, власно на розкопки корабля та його вмісту було витрачено лише 32 дні. Невеликий розмір майданчика означав, що на кораблі могли одночасно працювати не більше трьох пар водолазів.

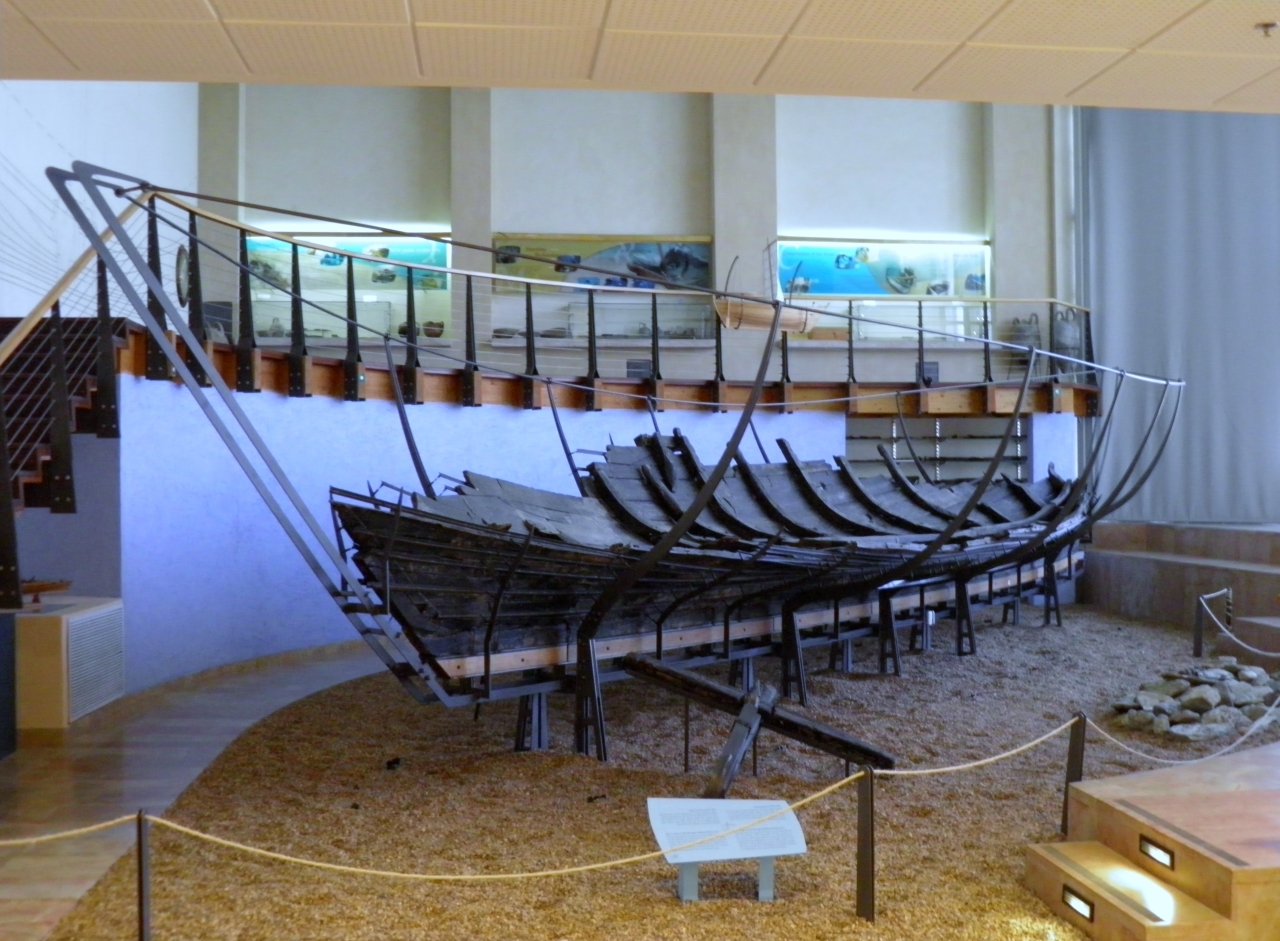
Корабель, якір і баласт в експозиції музея Гехт

Підводні археологи спочатку зняли з судна баласт, витягнувши каміння на берег на салазках, прив'язаних до фургона. Було виявлено, що баласт складається з трьох літологічних груп: метаморфічних, магматичних і осадових порід. Перші, що склали 65 % від загальної кількості, були представлені блакитними сланцями, з можливим походженням з Евбеї. Було виявлено, що знайдені породи габро походять з річки Куріс у південному Кіпрі.

Більша частина човна була занурена досить глибоко в пісок, щоб бути ізольованою від аеробних умов, які погіршували б деревину та морську воду та її корозійний вплив на метали. Згодом він чудово зберігся. Дослідження човна почалось з корми і просувалась вперед. За один раз розкопувалось, фотографувалось і наносилось на карту лише кілька футів корпусу, щоб запобігти пошкодженню хвилями відкритих ділянок. Кілька дощок довелося розпиляти або зламати під час процесу розкопок, транспортування та консервації, особливо тому, що тривале перебування у воді могло завдати значної шкоди. Корпус, що зберігся, має довжину 11,25 метрів і ширину 4 метри з орієнтовною водотоннажністю 20 тонн, понад 12 з яких приходилось на баласт. Кіль складається з цільного стовбура довжиною 8,5 метрів, шириною 11 см і 16 см заввишки. Корпус був побудований переважно з алепської сосни, за винятком шипів і фальшкіля, які були зроблені з дуба. На деревині немає жодних ознак пошкодження древоточцями або зносу, характерного для тривалого використання, що змусило дослідників припустити, що корабель міг затонути під час свого першого рейсу або незабаром після цього.

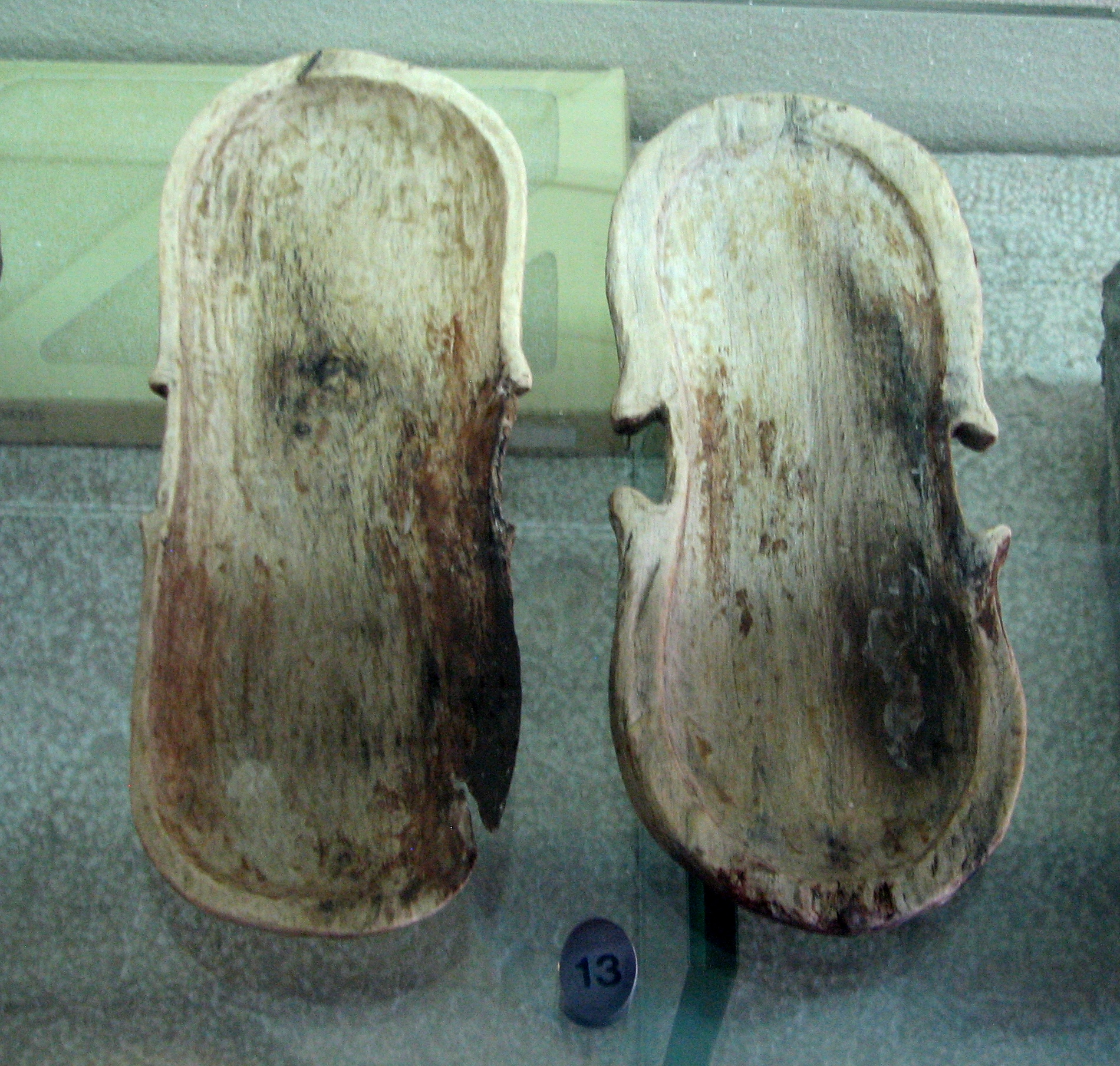
Дервяні скриньки у формі скрипки, знайдені на човні

Артефакти, знайдені на затонулому кораблі, включають скриньку з оливкового дерева у формі серця або листя з поворотним верхом і пару скринь у формі скрипки. Ймовірно, усі вони використовувалися для косметики чи ювелірних виробів. Також було знайдено колекцію інструментів для обробки дерева, велику кількість металевих цвяхів та дерев'яних шипів, а також точильний камінь. На кораблі було знайдено 70 гончарних виробів, багато з яких були цілими. До них відносяться глечики, тарілки, світильники, казанок, глечик для води, кілька глеків для зберігання продуктів, прикрашені амфори, мініатюрні глечики та чорний глазурований посуд. Більшість кераміки походить з Кіпру, але деякі, можливо, мають Грецьке або палестинське походження. Також серед уламків були знайдені залишки їжі, включаючи виноград, інжир, оливки та ячмінь. Схоже, вони походять зі східного Середземномор'я, швидше за все, з південного заходу Туреччини та прилеглих островів, і вказують на те, що човен затонув влітку. Інший органічний матеріал включає плетений кошик і велику кількість мотузок. Виявилося, що мідні цвяхи, використані для будівництва корабля, виготовлені з міді, видобутої на північному заході Кіпру.

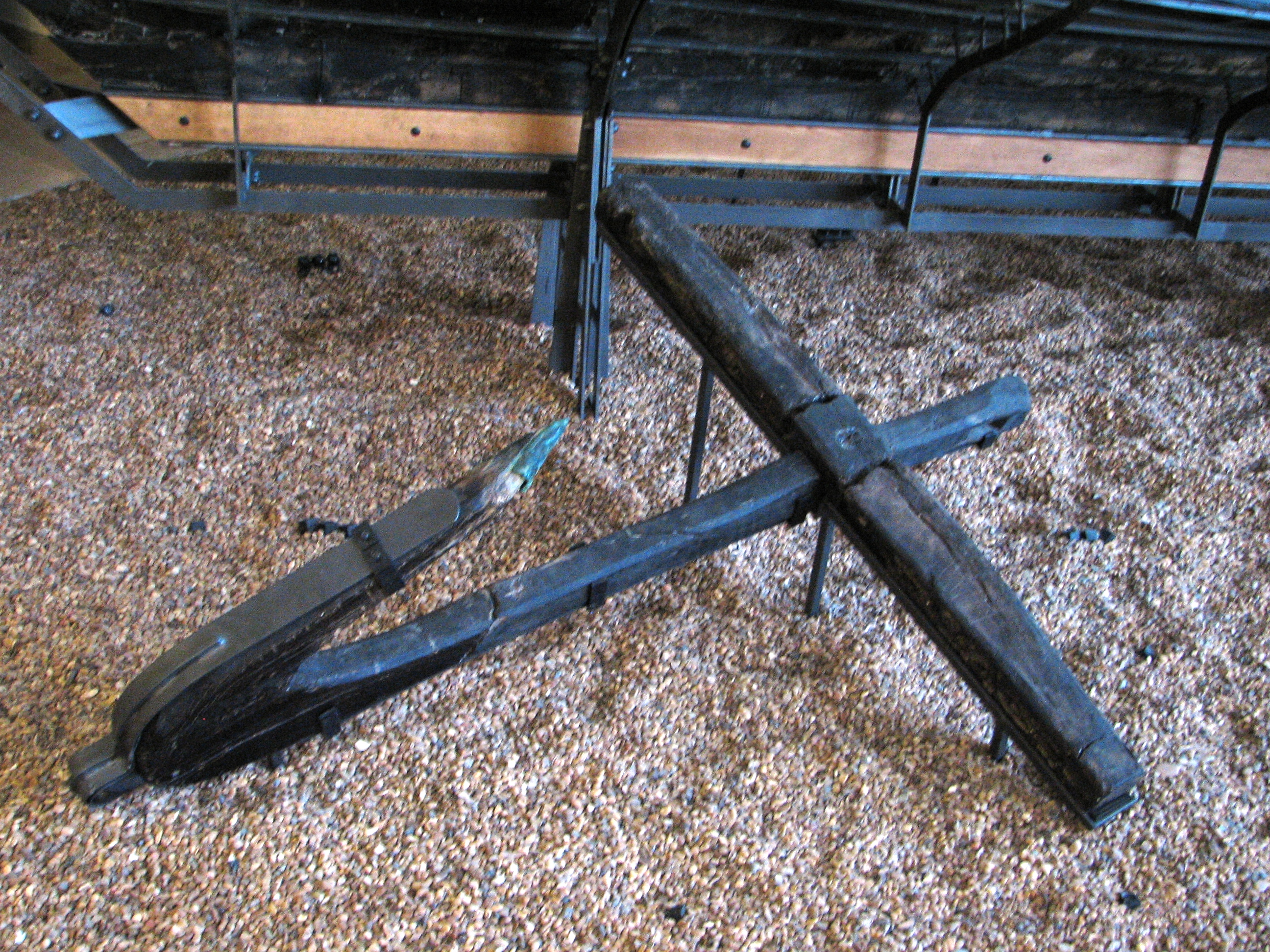
Однорогий дерев'яний якір Мааган-Міхаельського корабля

Оскільки датування корабля припадало на пік Фінікійської морської активності, спочатку вважали що човен був фінікійським. Проте пізніше, з огляду на конструкцію човна та його вміст було визнано, що він, швидше за все, був кіпрським, можливо, пов'язаним з кіпрським центром у сусідньому Дорі.

### Якір
Корабель однорогий якір, зроблений з дуба із наповненим свинцем штоком, був виявлений біля правого борту корабля, із залишками мотузки, яка все ще була прикріплена до ньогоі.
Тіло якоря, від голови через веретено до рогу, було вирізано з цільного шматка дерева, як і його шток. Деревина, використана для його конструкції, була ідентичною тій, що використовувалася для шипів корабля, що свідчить про те, що його виготовили ті ж теслі чи корабельні майстри, що й сам човен. Якірний зуб із міді майже повністю був роз'їдений водою.

## Значення знахідки
Відкриття корабля дало дослідникам змогу зрозуміти розвиток стародавнього суднобудування. Корабель демонструє багато схожості з іншими знайденими стародавніми кораблями, такими як Кіренійський корабель, але також має значні відмінності у розмірі, методах та матеріалі будівництва та баласті. Знайдений на Мааган-Міхаельському кораблі якір надає цінний матеріал для уявлень щодо історії еволюції якорів і є першим знайденим цілим античним однорогим дерев'яним якорем. Незважаючи на відсутність іконографічних та писемних джерел, морський археолог Герхард Кьопітан припускав їх існування вже у 1970-х роках. Відкриття не тільки підтвердило існування цього типу якорів, але й те, що на той час конструкція таких якорів досягла певної досконалості і їх використання не обмежувалось невеликими судами.

## Збереження та експонування

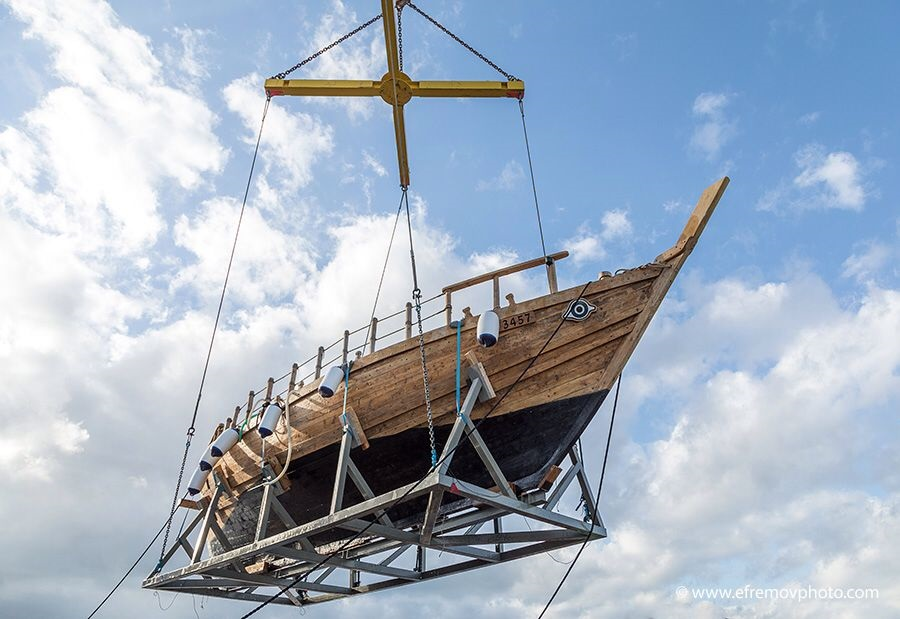
Репліку корабля спускають на воду на Ізраїльській верфі в Хайфські затоці

Усі знахідки та компоненти корабля, витягнуті з моря, негайно помістили в резервуари з прісною водою. Звідти деревину було передано до постійних резервуарів для зберігання в Хайфському університеті, де деревина пройшла через семирічний процес просочення нагрітим поліетиленгліколем (PEG) для підвищення стабільності розмірів шляхом витіснення води з деревини. завершену в 1996 році, деревину залишили для висихання до березня 1999 року, коли її перенесли до спеціального крила, побудованого в Музеї Хехта на території університету. Наразі зібраний човен виставлений разом із вибраними знахідками, включаючи якір, мотузки, інструменти для обробки дерева, декоративні дерев'яні скрині та кераміку з залишків корабля.

## Репліка
17 березня 2017 року Хайфський університет і Ізраїльське управління старожитностей спустили на воду повнорозмірну репліку човна у Хайфській затоці.